# Escola Universitària d'Infermeria Santa Madrona
L'Escola Universitària d'Infermeria Santa Madrona de la Fundació "la Caixa" va ser una escola universitària fundada el 1917 que va tancar el 2010. Creada dins del Montepío de Santa Madrona, Obra en Favor de la Mujer que Vive de su Trabajo, donava suport entre d'altres a la Clínica de Santa Madrona, era una institució pionera en el seu àmbit, i les classes es feien a la parròquia de Santa Anna. A 1953 es trasllada a un edifici del carrer Jonqueres. A partir del 1975 fou una entitat adscrita a la Universitat de Barcelona. I a l'abril del 1977, es trasllada a l'antic edifici de la Clínica de Cirurgia del carrer Escorial. El 2004 l'entitat va rebre la Creu de Sant Jordi «per la seva trajectòria continuada al servei de la docència, la professió de la infermeria, sovint poc reconeguda, la sanitat catalana i la societat en el seu conjunt». El 2010 va donar el seu fons històric a l'Arxiu Històric de la Universitat de Barcelona.